# Aldonça Afonso de Leão
Aldonça Afonso de Leão  (em castelhano: Aldonza Alfonso de León; c. 1215 — depois de 1266) foi uma infanta do Reino de Leão, filha bastarda do rei Afonso IX com a sua amante D. Aldonça Martins da Silvaque foi condessa de Cifuentes pelo seu casamento com Diogo Froilaz.

## Biografia
Pela parte paterna eram seus avós o rei Fernando II e sua primeira esposa, a rainha D. Urraca de Portugal e pela parte materna Martim Gomes da Silva, senhor de Silva, e a sua esposa Urraca Rodrigues, filha por sua vez do alferes real Rodrigo Fernandes de Toronho. Foi assim irmã de Rodrigo Afonso de Leão, senhor de Aliger e de Castro del Río, e de Teresa Afonso de Leão, e meia irmã, entre outros, do rei Fernando III, o Santo, rei de Castela e Leão, e do infante Afonso de Molina e da rainha Maria de Molina.
A sua data certa de nascimento é desconhecida, mas estimada como cerca de 1212. foi casada pela primeira vez com o rico-homem Diego Ramires Froilaz, senhor de Mansilla e de Rueda. Após a morte deste voltou a casar, desta vez com Pedro Ponce de Cabrera, senhor de Valle de Aria e alferes do rei Afonso IX.
Em 1256 procedeu a uma doação em conjunto com os seus filhos ao Mosteiro de Santa Maria de Nogales, que tinha sido fundado pelos antepassados do seu segundo esposo.
A data exacta do seu óbito é desconhecida, mas estimada por volta de 1267. Foi sepultada na capela-mor do Mosteiro de Santa María de Nogales, localizado na província de Leão que se encuentra em ruínas. Neste mesmo mosteiro tinha sido sepultado o seu segundo esposo, Pedro Ponce de Cabrera.

## Descendência
Do seu casamento com Pedro Ponce de Cabrera, senhor de Valle de Aria e filho de Ponce Vela de Cabrera (m. 1202), alferes do rei Fernando II,, teve vários filhos. Deste casamento desdende uma das mais relevantes famílias espanholas do final de Edade Média, os Ponce de Leão, que desempenhou um papel primordial na conquista da Andaluzia.
- Fernando Perez Ponce de Leão[6](m. 1292),[7] senhor da Puebla das Asturias, Cangas e de Tineo, que foi adiantado-mor da  fronteira da Andaluzia, mordomo-mor do rei Afonso X “o Sábio”, e do infante Fernando III, filho deSancho IV “o Bravo”. Casou com Urraca Guterres de Meneses,[6] filha de Guterre Suarez de Menezes e de Elvira Nunes. Foi sepultado no Mosteiro de Moreruela;
- João Peres Ponce de Leão,rico-homem e senhor de Lopera;[8]
- Rui Peres Ponce de Leão (m. 1295). Foi eleito Mestre da Ordem de Calatrava em 1284,[6] e Mordomo-mor do rei Sancho IV.[9] Faleceu em 1295 como consequência das feridas recebidas na Batalha de Iznalloz.
- Pedro Peres Ponce de Leão (m. 1280) Comendador-mor e Trece da Ordem de Santiago. Em 1256, junto com a sua mãe e demais irmãos, procedeu a uma doação ao Mosteiro de Santa Maria de Nogales. Casou com Toda Álvarez de Alagón, filha de Roldán de Alagón.